# Michał Szaszkiewicz Dołbunowski
Michał Szaszkiewicz Dołbunowski herbu własnego – podkomorzy bracławski.
Poseł na sejm lubelski 1569 roku, sejm 1570 roku, sejm 1576/1577 roku, sejm 1578 roku z województwa bracławskiego.
Podpisał akt unii lubelskiej.
Był wyznawcą prawosławia.